# 가스파레 스폰티니
가스파레 루이지 파치피코 스폰티니(Gaspare Luigi Pacifico Spontini, 1774년 11월 14일~1851년 1월 24일)는 이탈리아의 오페라 작곡가이자 지휘자였다.

## 이력
안코나 지방 마이오라티 (현재 마이오라티 스폰티니) 출신으로, 19세기의 첫 20년간은 프랑스 제1제국의 오페라 세리아의 가장 중요한 인물로 활약했다. 그가 남긴 20개 이상의 오페라에서, 글루크의 고전적인 서정 비극의 이념을 멜로드라마와 더 웅대한 광경이나 풍부한 오케스트라 음색 및 특징적인 언어 표현에 결합된 독창적인 선율로서 당시 취향에 어울리도록 노력했다.
청년 시절 그는 나폴리 음악원에서 공부했다. 1803년에는 파리로 이동해서, 1805년에는 그곳의 궁정 작곡가로 임명되었다. 1807년에는 조제핀 황후의 장려로 그의 가장 유명한 작품인 베스타의 무녀를 썼다. 파리 오페라에서 초연은 그를 그 나이대에 가장 위대한 이탈리아 작곡가들 중 하나로서 입증했다. 그와 동시대 사람들인 케루비니와 마이어베어는 그 작품을 대표작으로 인정했으며, 베를리오즈와 바그너같은 후대의 작곡가들은 그것을 높이 평가했다.
반도 전쟁 중에 나폴레옹은 카를로스 2세의 통치하에 멕시코의 스페인 정복을 염려했던 "페르난드 코르테즈 (1809)" 등의 작품을 홍보했다. 후기 오페라 올림피 (1819년, 개정 1820, 1826년)는 프로이센의 베를린 국정 오페라의 수석 지휘자가 되려고 파리를 떠나면서 무관심하게 받아들였다. 거기서 그는 젊은 멘델스존에게 적대감을 보여주었다.